# Малев, Дмитрий Васильевич
Дмитрий Васильевич Малев (24 сентября 1948 — 26 августа 2015) — российский дипломат, чрезвычайный и полномочный посол Российской Федерации в Гвинее (2004—2011).

## Биография
Окончил Московский государственный институт международных отношений (МГИМО) МИД СССР (1976). Владел французским и арабским языками. На дипломатической работе с 1976 года.
- В 1995—2000 годах — советник-посланник Посольства России в Ливии.
- В 2000—2002 годах — начальник отдела Департамента Ближнего Востока и Северной Африки МИД России.
- С января 2002 по март 2004 года — советник-посланник Посольства России в Марокко.
- С 25 марта 2004 по 27 января 2011 года — чрезвычайный и полномочный посол Российской Федерации в Гвинее[1][2].
- С 13 июля 2004 по 27 января 2011 года — чрезвычайный и полномочный посол Российской Федерации в Сьерра-Леоне по совместительству[2][3].

С 2011 года — на пенсии.

## Дипломатический ранг
- Чрезвычайный и полномочный посланник 2 класса (5 декабря 1998)[4].
- Чрезвычайный и полномочный посланник 1 класса (25 августа 2004)[5].